# Парадокс телепортации
Парадокс телепортации (альтернативный вариант — парадокс дубликатов) является мысленным экспериментом по философии тождества, который ставит под сомнение некоторые из наших распространённых интуитивных знаний о природе личности и сознания. Впервые термин введён предположительно в книге Дерека Парфита «Причины и личности», вышедшей в 1984 году.
Некоторые философы поднимали похожие вопросы ещё в XVIII веке. Так, основатель Шотландской школы здравого смысла Томас Рид в 1775 году писал лорду Кеймсу: «Я был бы рад узнать мнение вашего сиятельства относительно следующего: когда мой мозг утратит свою первоначальную структуру и когда, сотни лет спустя, из подобного же материала удивительным способом будет создано разумное существо, смогу ли я считать его собой? Или если два или три подобных существа будут созданы из моего мозга, то могу ли я полагать, что они — это я, и, следовательно, одно и то же разумное существо?» Также аналогичный мысленный эксперимент провёл Станислав Лем в книге «Диалоги» (1957).

## Версия Дерека Парфита
В своей книге «Причины и личности» Парфит просит читателя представить, что тот входит в телепорт. Телепорт — это машина, которая сначала погружает вас в сон, а затем уничтожает, разбивая на атомы. После чего копирует информацию и передает её на Марс со скоростью света. На Марсе другая машина воссоздаёт вас (из местных запасов углерода, водорода и т. д.), атом к атому, в том же самом расположении.
Парфит задаётся вопросом, является ли телепорт средством путешествия и является ли человек на Марсе тем же человеком, который вошёл в телепорт на Земле. Конечно, проснувшись на Марсе, воссозданный машиной человек будет помнить, как вошёл в телепорт для перемещения на Марс, будет даже ощущать порез на верхней губе после утреннего бритья, но продолжит ли своё существование уничтоженный на Земле человек?
Затем телепорт совершенствуют. На Земле его изменяют таким образом, чтобы он не уничтожал входящего в него человека, а вместо этого производил бесконечное количество его копий, каждая из которых заявляла бы, что помнит, как входила в телепорт на Земле.
Используя такие мысленные эксперименты, как этот, Парфит утверждает, что любой критерий для определения тождественности человека будет недостаточным, так как отсутствуют дальнейшие факты. Что действительно важно, по его мнению, так это психическая связанность, то есть память, свойства и особенности характера и т. д.
Парфит развивает эту логику, чтобы установить новый контекст для морали и общественного контроля. Он считает аморальным причинение вреда или вмешательство в дела других людей. Общество должно пресекать подобного рода нарушения. Исходя из данного утверждения, методом экстраполяции можно заключить, что общество должно защищать и «будущие личности» индивида. Например, курение табака может быть классифицировано как нарушение права «будущей личности» вести здоровый образ жизни. Подобное заключение, по-видимому оправдывающее нарушение личных свобод, выглядит логичным. Однако сам Парфит напрямую не поддерживает такой агрессивный контроль.
Его заключение в чём-то похоже на точку зрения Дэвида Юма, а также на взгляды на индивида в буддизме, хотя оно не ограничивается их простой переформулировкой. Подход Парфита не только редукционный, но и дефляционный: в конце концов, «то, что имеет значение» — это не персональная идентичность, а скорее психическая целостность и связанность. Идея того, что персональная идентичность целиком и полностью содержится в молекулярной и биологической структуре мозга (то есть полностью материальна) подразумевает возможное создание дубликата, который был бы полностью тождествен, за исключением физического расположения. Вопрос дубликатов имеет практическое применения для крионики, потому что если криоконсервация мозга может служить моделью для точнейшего воссоздания нового мозга, то нет причин ограничиваться лишь одним воссозданием. Будет ли каждый реконструированный мозг обладать одной и той же умственной и личностной идентичностью? В этом и заключается парадокс дубликатов.
В то же время Парфит высказывал и другой взгляд на проблему:
Мне не нужно считать, что моя Копия на Марсе это кто-то ещё... Я могу поверить, что у меня есть сейчас другой поток сознания, о котором в этом потоке я не знаю. И, если это поможет, я могу принять эту точку зрения о моей Копии.
Оригинальный текст (англ.)I need not assume that my Replica on Mars is someone else . . . I can believe that I do now have another stream of consciousness, of which, in this stream, I am now unaware. And if it helps, I can take this view about my Replica.

## Позиция Дэниеля Деннета
Философ Дэниел Деннет считает, что в сознании нет единой управляющей инстанции (субъекта) и вся его работа представляет собой систему спонтанно самоорганизующихся процессов. Положение о существовании «Я» Деннет считает одним из главных философских мифов, укоренившихся в философии со времён Декарта. Соответственно, вопрос о том, одинаковые ли «Я» у оригинала и у дубликата просто не имеет смысла, так как никакого «Я» не существует.

## Позиция Даниеля Колака
Философ Даниель Колак считает, что все люди являются одной и той же личностью (открытый индивидуализм). «Я» у всех людей является одинаковым, в том числе одинаково «Я» у оригинала и у дубликата.